# 1936년 동계 올림픽 네덜란드 선수단
1936년 동계 올림픽 네덜란드 선수단은 독일 가르미슈파르텐키르헨에서 개최된 1936년 동계 올림픽에 참가한 올림픽 네덜란드 선수단이다. 3개 종목에 선수 8명이 참가하였다.

### 봅슬레이
| 선수                             | 세부 종목  | 1차 시기 | 1차 시기 | 2차 시기 | 2차 시기 | 3차 시기 | 3차 시기 | 4차 시기 | 4차 시기 | 합계    | 합계 |
| 선수                             | 세부 종목  | 기록     | 순위     | 기록     | 순위     | 기록     | 순위     | 기록     | 순위     | 기록    | 순위 |
| 빌렘 바롱에버스 사무엘 J. 뒨로프 | 남자 2인승 | 1:31.41  | 15       | 1:24.99  | 10       | 1:25.71  | 4        | 1:26.00  | 12       | 5:48.11 | 10   |

## 스피드 스케이팅

### 남자
| 선수            | 종목   | 결선    | 결선 |
| 선수            | 종목   | 기록    | 순위 |
| --------------- | ------ | ------- | ---- |
| 벤 블라이서     | 500m   | 46.9    | 27   |
| 로우로프 쿱스   | 1500m  | 2:30.0  | 30   |
| 로우로프 쿱스   | 5000m  | 8:48.5  | 13   |
| 로우로프 쿱스   | 10000m | 18:11.5 | 17   |
| 돌프 판 데 쉬르 | 500m   | 45.7    | 14   |
| 돌프 판 데 쉬르 | 1500m  | 2:23.2  | 9    |
| 돌프 판 데 쉬르 | 5000m  | 8:43.3  | 10   |
| 돌프 판 데 쉬르 | 10000m | 18:04.9 | 16   |
| 라우 디크스트라 | 500m   | 46.7    | 24   |
| 라우 디크스트라 | 1500m  | 2:27.2  | 20   |
| 라우 디크스트라 | 5000m  | 8:51.5  | 16   |
| 라우 디크스트라 | 10000m | 18:23.6 | 20   |
| 얀 랑에디크     | 500m   | 46.7    | 24   |
| 얀 랑에디크     | 1500m  | 2:24.6  | 14   |
| 얀 랑에디크     | 5000m  | 8:32.0  | 4    |
| 얀 랑에디크     | 10000m | 17:43.7 | 6    |

## 알파인 스키

### 여자
| 선수                             | 종목 | 활강   | 활강 | 회전    | 회전    | 회전 | 총계    | 총계 |
| 선수                             | 종목 | 기록   | 순위 | 1차시기 | 2차시기 | 순위 | 총 점수 | 순위 |
| -------------------------------- | ---- | ------ | ---- | ------- | ------- | ---- | ------- | ---- |
| 그라티아 스힘멜펜닉 판 데르 오예 | 복합 | 6:09.8 | 13   | 1:26.5  | 1:59.9  | 13   | 76.09   | 14   |

## 주해
1. ↑  6초의 페널티가 부과됨.

## 참고 자료
- (독일어) (ed.) Peter von le Fort (1936). 《IV. Olympische Winterspiele 1936 Amtlicher Bericht》 (PDF). Reichssportverlag. 2007년 8월 9일에 원본 문서 (PDF)에서 보존된 문서. 2008년 6월 10일에 확인함.
- (영어) “Olympic Medal Winners”. 국제 올림픽 위원회. 2008년 6월 10일에 확인함.
- (영어) “Netherlands at the 1936 Garmisch-Partenkirchen Winter Games”. sports-reference.com. 2009년 7월 21일에 원본 문서에서 보존된 문서. 2011년 10월 28일에 확인함.